# 7-е тысячелетие
7-е (седьмо́е) тысячеле́тие  по григорианскому календарю — тысячелетие с 1 января 6001 года по 31 декабря 7000 года.  Оно наступит через 3976 лет.

## Астрономические события
- 7 ноября 6212 — Меркурий покроет Регул (α Льва).
- 9 сентября 6587 — Венера покроет Регул.
- 25 августа 6727 — Марс покроет Регул впервые с 28 июня 17619 года до н. э.
- 15 октября 6733 — солнечное затмение в России и Европе.
- 5 июля 6757 — солнечное затмение, одновременное с прохождением Меркурия по диску солнца[1].
- 9 октября 6947 — Меркурий покроет Регул.

## Другие события
- 6009 год — это первый год с 1961-го, который выглядит одинаково, если его перевернуть.
- В 6939 и 6964 годах предполагается открытие Вестингаузских временных капсул через 5000 лет после запечатывания.
- В 6970 году предполагается открытие временной капсулы, погребённой в 1970 году под монументом около замка в Осаке во время EXPO'70.